# Bertella idiomorpha
Bertella idiomorpha är en fiskart som beskrevs av Pietsch, 1973. Bertella idiomorpha ingår i släktet Bertella och familjen Oneirodidae. Inga underarter finns listade.